# Apamea basilinea
Apamea basilinea är en fjärilsart som beskrevs av Ignaz Schiffermüller 1776. Apamea basilinea ingår i släktet Apamea och familjen nattflyn. Inga underarter finns listade i Catalogue of Life.

## Bildgalleri

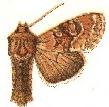
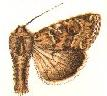
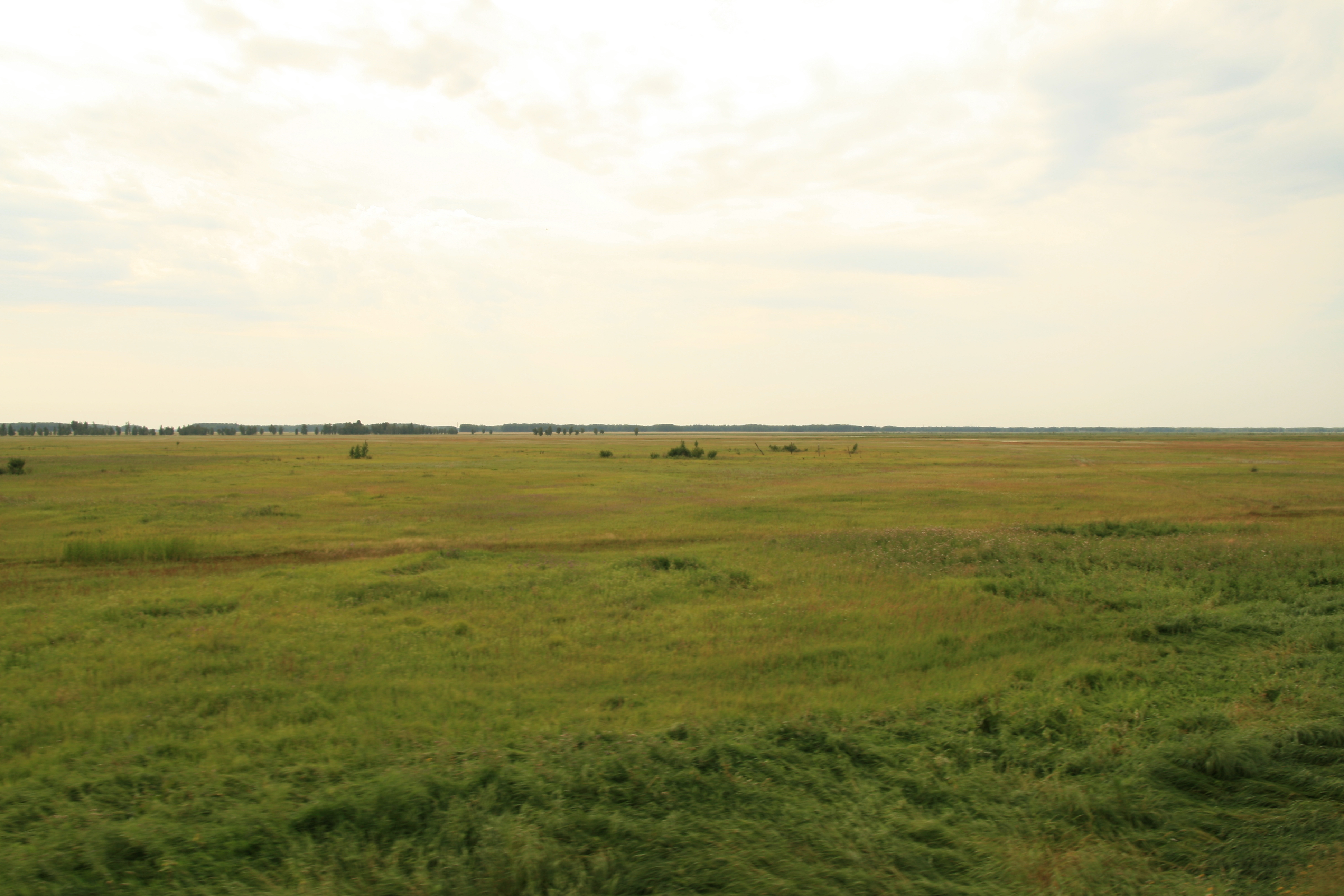